# Rrok Gera
Rrok Gera (ur. 15 sierpnia 1901 w Szkodrze, zm. 28 stycznia 1969 w Szkodrze) – albański polityk i ekonomista, minister finansów w latach 1935-1936.

## Życiorys
Był synem Zefa i Lucii. Uczył się w kolegium jezuickim w Szkodrze. Naukę kontynuował w szkole średniej w Wiedniu. W 1924 ukończył studia w Akademii Handlowej w Linzu, studia z zakres ekonomii kontynuował w Wiedniu. W 1928 obronił pracę doktorską z zakresu ekonomii. Powrócił do kraju w 1929 i zaczął pracę w ministerstwie finansów. W 1932 objął stanowisko sekretarza generalnego w ministerstwie. W 1935 stanął na czele resortu finansów w rządzie kierowanym przez Mehdi Frashëriego. Po dymisji rządu w 1936 objął stanowisko przewodniczącego Rady Kontroli Finansów Publicznych. 31 maja 1938 zastąpił Terenca Toçiego na stanowisku ministra gospodarki narodowej.
W kwietniu 1939 po inwazji włoskiej na Albanię Ahmed Zogu wysłał Rroka Gerę i pułkownika Sami Kokę do podjęcia negocjacji z dowódcą sił włoskich gen. A. Guzzonim, ale niczego nie osiągnęli. W czasie włoskiej okupacji Albanii przebywał wraz z rodziną w Larisie. Mimo kilkakrotnie ponawianych próśb władze włoskie nie wyraziły zgody na jego powrót do kraju. Powrócił do Albanii we wrześniu 1943 po zajęciu Albanii przez Niemców i podjął pracę w banku. 17 lipca 1944 został wytypowany na stanowisko ministra finansów w rządzie kierowanym przez Fiqri Dine.
Po objęciu władzy przez komunistów w styczniu 1945 został aresztowany przez funkcjonariuszy Departamentu Obrony Ludu i oskarżony o współpracę z okupantami. Skazany przez sąd wojskowy na 10 lat więzienia. Więzienie opuścił w grudniu 1949 w wyniku amnestii i podjął pracę jako księgowy w przedsiębiorstwie produkcyjnym w Szkodrze. 24 kwietnia 1951 został ponownie aresztowany i oskarżony o to samo, co za pierwszym razem. Skazany na 20 lat więzienia karę odbywał w więzieniu w Burrelu. Dopiero 8 maja 1958 sąd uwolnił go z więzienia uznając, że nie można skazywać dwa razy za to samo przestępstwo.
Był żonaty (żona Gjuljeta zm. 1958), miał dwie córki. W 2008 ukazała się biografia Gery autorstwa Vladimira Misji (Rrok Gera : jeta dhe vepra : (1901-1969)).